# Аракелян, Арташес Аркадьевич
Арташес Аркадьевич Аракелян (28 апреля [11 мая] 1909, Шуша, Кавказское наместничество — 10 ноября 1993, Москва) — советский хозяйственный, государственный и политический деятель, доктор экономических наук, профессор, действительный член АН Армянской ССР.
На 1946 год кандидат экономических наук и доцент, старший научный сотрудник АН СССР (сведения из Наградного листа от 19.01.1946 г., подготовленный военным комиссаром Москворецкого р-на г. Москвы).

## Биография
Родился в 1909 году в Шуше.
С 1932 года — на хозяйственной, общественной и политической работе, заместитель председателя облплана Нагорно-Карабахской авт. области, старший научный сотрудник Института экономики АН АрмССР.
Преподаватель в Институте международных отношений, ЕГУ и Ереванском институте народного хозяйства, директор Института экономики АН Армянской ССР.
Член ВКП (б) с 1940 года.
Участник Великой Отечественной войны. В РККА с 10.07.1941 г., призывался из Москвы, старший политрук, воевал на Западном фронте (литературный сотрудник армейской газеты 32-й армии, корреспондент при политотделе 13-й стрелковой дивизии) с августа 1941 года, ранен 7 и 8 октября 1941 года под Вязьмой, в партизанском отряде «Народный мститель» на территории Калининской области в 1942—1943 гг.. Награждён орденами Отечественной войны 2-й степени (1946 г.) и Отечественной войны 1-й степени (1985 г.), медалями.
Умер в Ереване в 1993 году.